# Ordem do Leão da Noruega

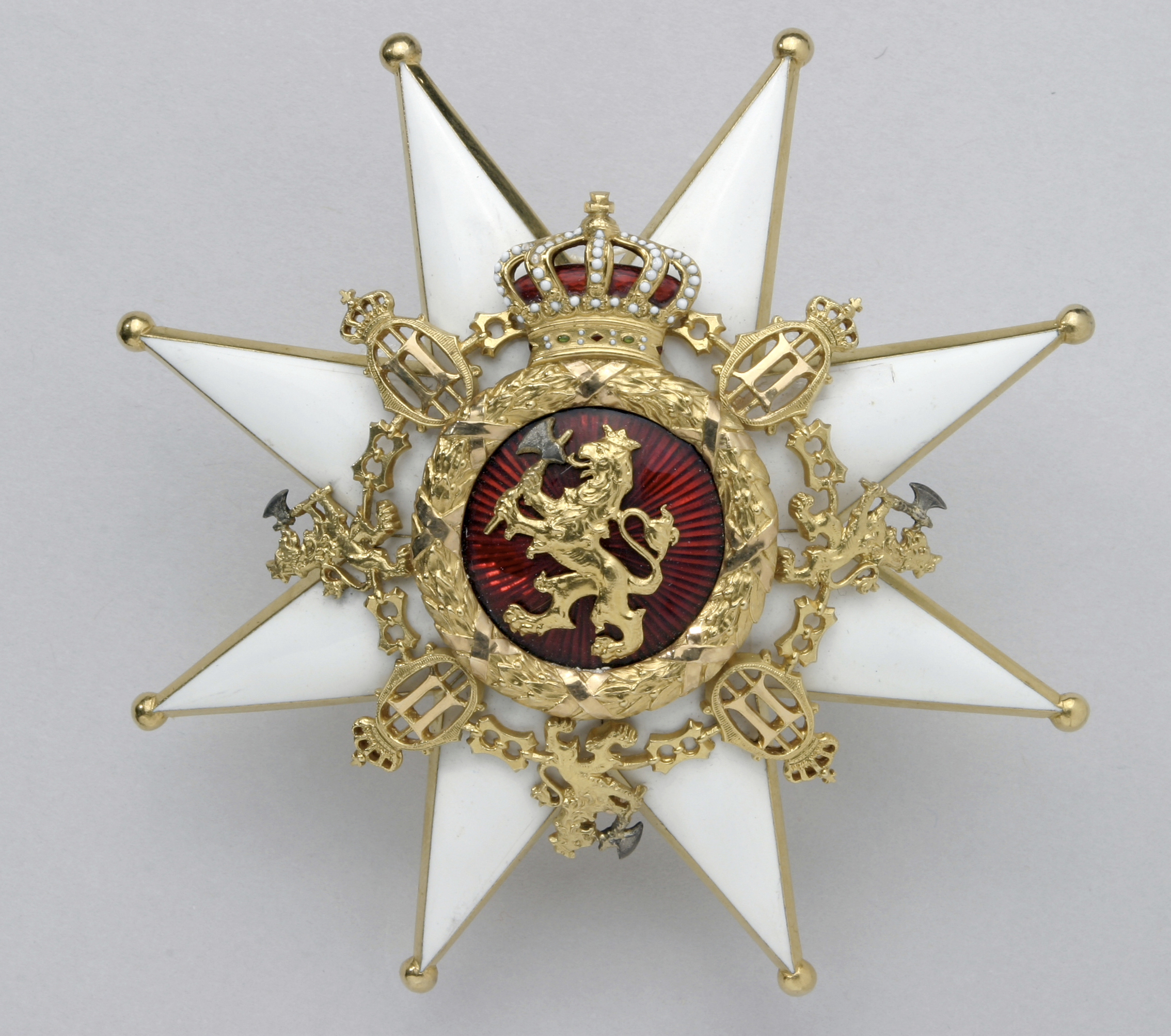
Estrela da Ordem do Leão da Noruega

A Ordem do Leão da Noruega foi uma ordem de cavalaria norueguesa, criada pelo rei Óscar II da Noruega, em 21 de janeiro de 1904, "em memória dos gloriosos eventos associados com o venerável brasão de armas da Noruega".
A ordem tinha como equivalente a sueca Ordem do Serafim, uma vez que os cavaleiros da norueguesa Ordem de Santo Olavo eram inferiores aos cavaleiros do Serafim, na corte real sueca-norueguesa.
A união pessoal entre a Suécia e a Noruega foi dissolvida em 1905, antes que qualquer cavaleiro norueguês pudesse ser apontado, e o rei Haakon VII da Noruega decidiu não apontar nenhum novo cavaleiro, anulando a ordem no dia 11 de março de 1952. O último cavaleiro vivo foi o rei Gustavo VI Adolfo da Suécia, falecido em 1973.

## Lista completa de cavaleiros
- O rei Óscar II da Suécia e Noruega (21 de janeiro de 1904)
- O então príncipe herdeiro Gustavo da Suécia e Noruega (21 de janeiro de 1904)
- O príncipe Carlos da Suécia e Noruega (21 de janeiro de 1904)
- O príncipe Eugênio da Suécia e Noruega (21 de janeiro de 1904)
- O príncipe Gustavo Adolfo da Suécia e Noruega (21 de janeiro de 1904)
- O príncipe Guilherme da Suécia e Noruega (21 de janeiro de 1904)
- O príncipe Érico da Suécia e Noruega (21 de janeiro de 1904)
- O imperador Guilherme II da Alemanha (27 de janeiro de 1904)
- O imperador Francisco José I da Áustria-Hungria (5 de abril de 1904)
- O rei Cristiano IX da Dinamarca (10 de setembro de 1904)
- O presidente Émile Loubet da França (1º de dezembro de 1904)
- O futuro rei Haakon VII da Noruega tornou-se grão-mestre em 18 de novembro de 1905, mas jamais usou a ordem.